# Fronte del palco
Fronte del palco è un doppio album live di Vasco Rossi pubblicato l'11 maggio 1990 dalla EMI Italiana .

## Descrizione
L'album fu registrato durante il Blasco Tour del 1989, precisamente nelle date dei concerti del 18 e 19 giugno tenutesi all’arena civica  di Milano.
Il titolo trae ispirazione dal titolo del film Fronte del porto con Marlon Brando.
L'unico inedito nei due dischi, come brano finale, è Guarda dove vai, pubblicato anche su 45 giri inciso solo da un lato (EMI Italiana). All'inizio del 1991 l'album superò le 400 000 copie vendute.

## Tracce

### CD 1
Testi e musiche di Vasco Rossi, eccetto dove indicato.
1. ...Muoviti! – 8:05
2. "Blasco" Rossi – 4:43
3. C'è chi dice no – 5:30 (Vasco Rossi, Maurizio Solieri)
4. Dillo alla luna – 5:16
5. Tango... (della gelosia) – 3:36
6. Deviazioni – 3:28
7. Ogni volta – 4:41
8. Ridere di te – 5:54 (Vasco Rossi, Maurizio Solieri)
9. ...Lunedì – 4:54

### CD 2
Testi e musiche di Vasco Rossi, eccetto dove indicato.
1. Vivere una favola – 7:48 (Vasco Rossi, Massimo Riva, Guido Elmi)
2. Vita spericolata – 5:38 (musica: Tullio Ferro)
3. Liberi...liberi – 7:33 (Vasco Rossi, Tullio Ferro)
4. Vivere senza te – 4:42 (Vasco Rossi, Tullio Ferro, Rudy Trevisi, Daniela Grifoni)
5. Domenica lunatica – 4:02
6. Siamo solo noi – 6:15
7. Canzone – 2:07 (Vasco Rossi, Maurizio Solieri)
8. Albachiara – 5:11
9. Inedito (Guarda dove vai) – 5:38

## Formazione
- Vasco Rossi - voce
- Daniele Tedeschi - batteria
- Paul Martinez - basso
- Alberto Rocchetti - tastiera
- Davide Devoti - chitarra ritmica
- Andrea Braido - chitarra solista
- Andrea Innesto - sax
- Rudy Trevisi - sax in Dillo alla Luna e Liberi liberi

## Classifiche

### Classifiche settimanali
| Classifica (1990) | Posizione massima |
| ----------------- | ----------------- |
| Italia            | 1                 |
| Classifica (2003) | Posizione massima |
| Italia            | 36                |

### Classifiche di fine anno
| Classifica (1990) | Posizione |
| ----------------- | --------- |
| Italia            | 10        |